# Yangcen Xiang
Yangcen Xiang (kinesiska: 羊岑, 羊岑乡) är en socken i Kina. Den ligger i provinsen Yunnan, i den sydvästra delen av landet, omkring 330 kilometer nordväst om provinshuvudstaden Kunming. Antalet invånare är 12 670. Befolkningen består av 6 291 kvinnor och 6 379 män. Barn under 15 år utgör 22,0 %, vuxna 15-64 år 69 %, och äldre över 65 år 7,0 %.
Genomsnittlig årsnederbörd är 992 millimeter. Den regnigaste månaden är juli, med i genomsnitt 302 mm nederbörd, och den torraste är november, med 7 mm nederbörd.